# Stift Clarholz

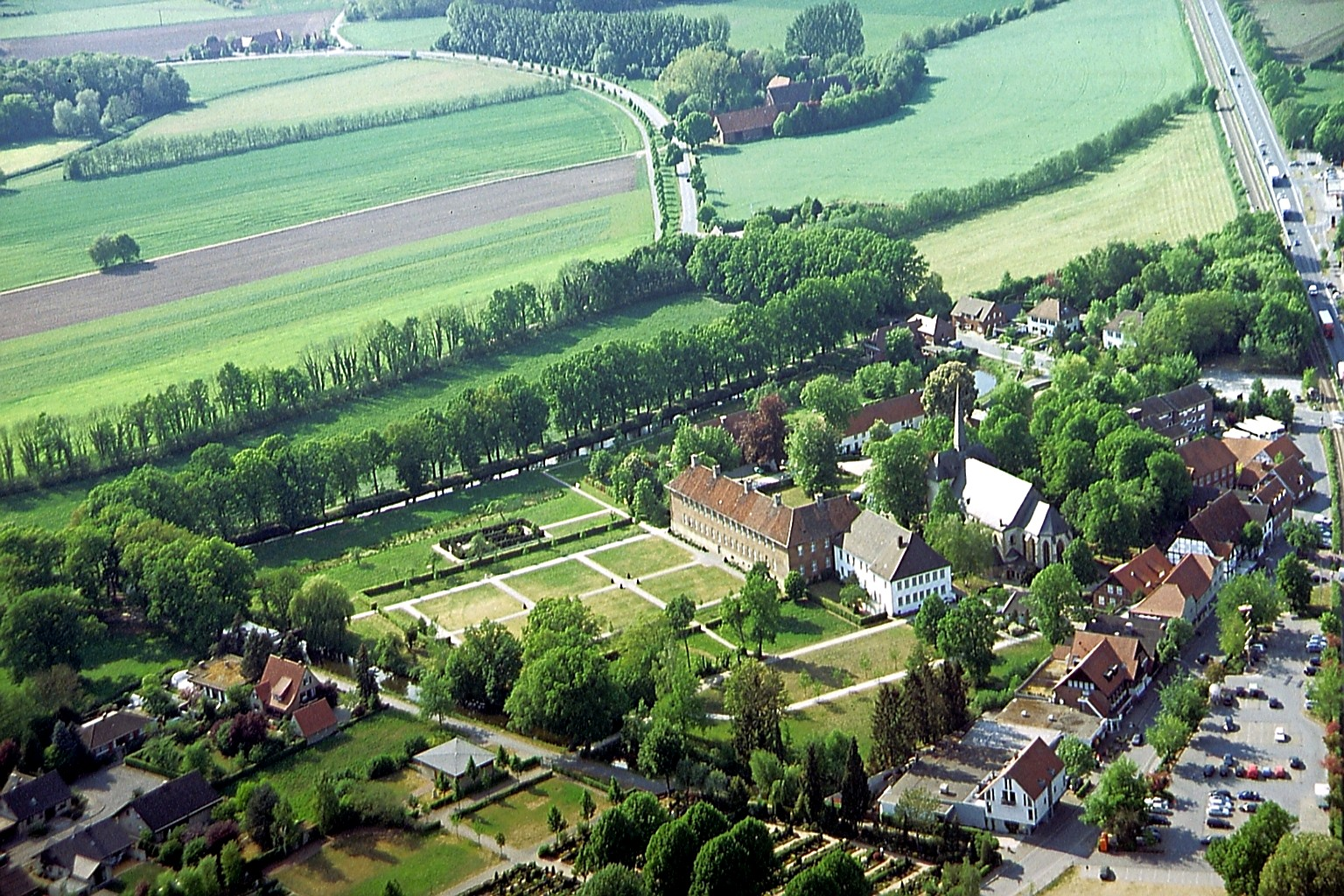
Clarholz, Luftaufnahme des Klostergeländes

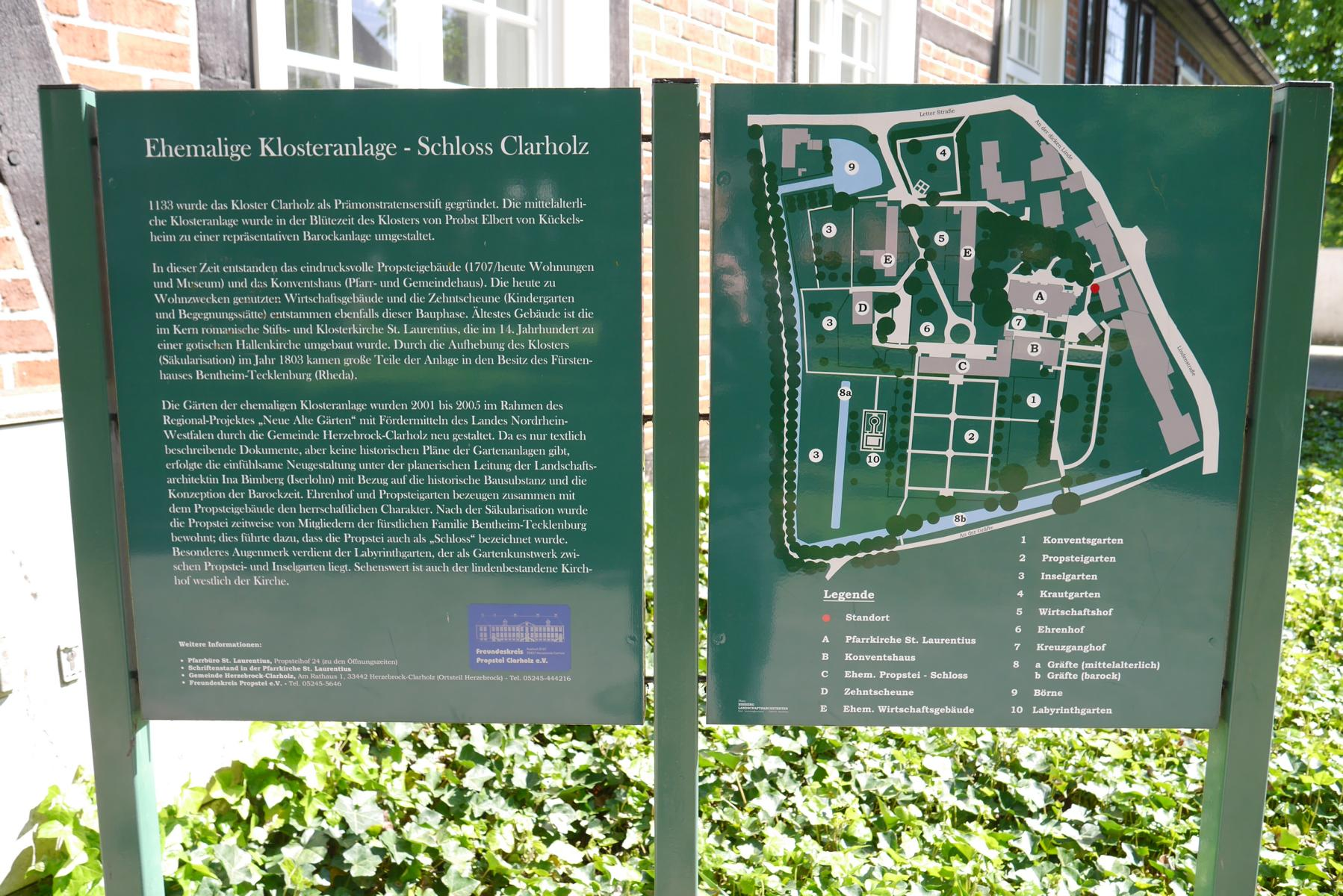
Lageplan der Klosteranlage

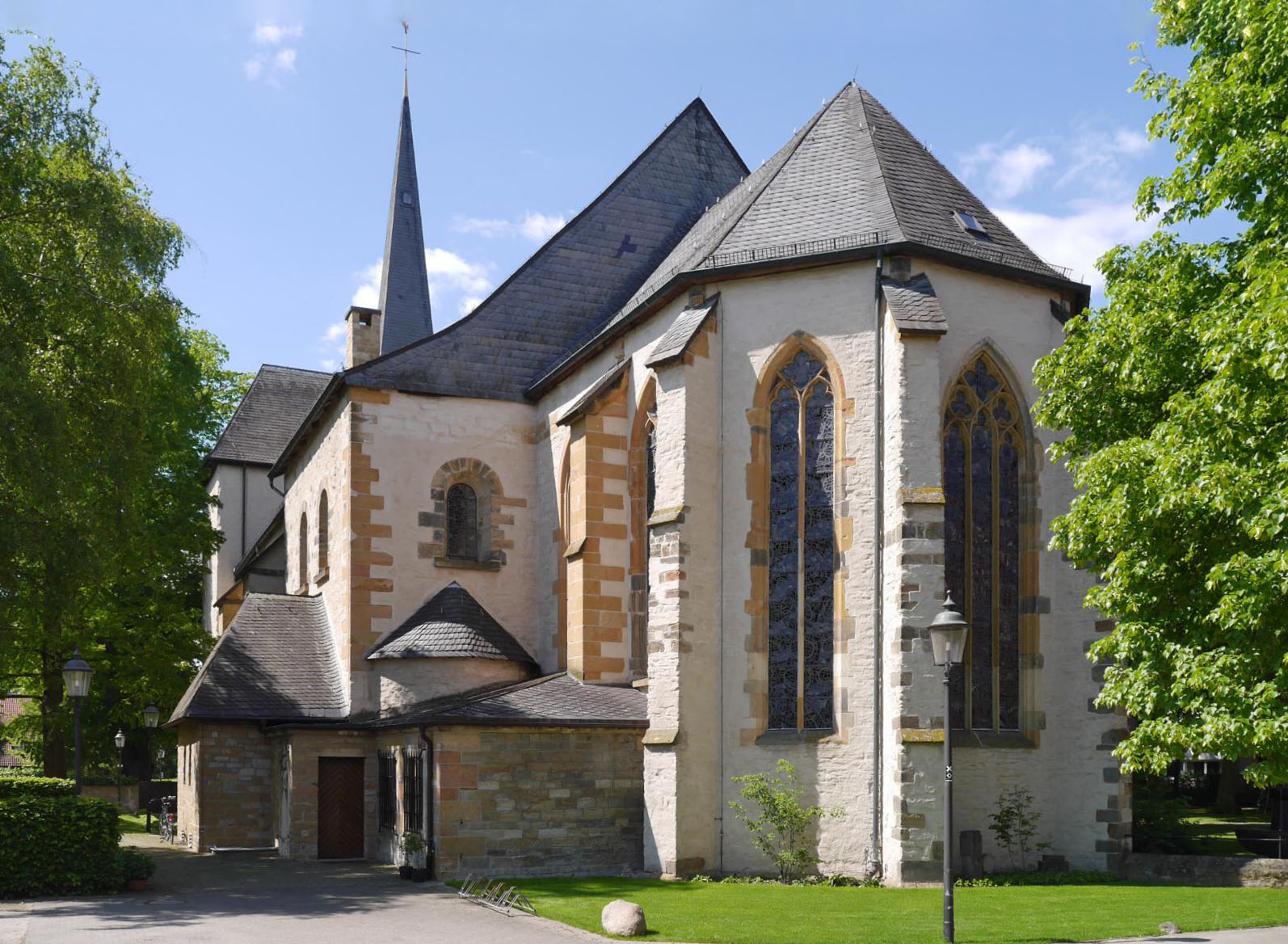
Pfarrkirche St. Laurentius (früher auch Stiftskirche)

Das Stift Clarholz, meist Kloster Clarholz genannt, liegt in der Gemeinde Herzebrock-Clarholz im Kreis Gütersloh in Nordrhein-Westfalen. 
Stift Clarholz war zwischen 1133 und der Säkularisation im Jahr 1803 eine Propstei der Prämonstratenser. 670 Jahre lang war es im Grenzland der Bistümer Münster, Osnabrück und Paderborn ein religiöses Zentrum, ein Ort der Kultur und ein nicht unbedeutender Wirtschaftsfaktor. Im Mittelalter pflegte es ökonomische und geistliche Beziehungen in das Land von Vollenhove an der Zuiderzee (Bistum Utrecht) bis zum Verkauf seiner dortigen Güter im Jahr 1549.
Im 19. Jahrhundert wurde es Schloss der Fürsten zu Bentheim-Tecklenburg.

## Gründung
1133 schenkte der Edle Rudolf von Steinfurt seine in Clarholz und dem benachbarten Lette gelegenen Güter, zu denen auch je eine Kapelle gehörte, „zu seinem und seiner Eltern ewigem Gedächtnis“ dem Prämonstratenserorden. 
Die Stiftung wurde im Januar 1134 durch Lothar III. unter Mitwirkung des Ordensgründers, des hl. Norbert von Xanten, damals Erzbischof von Magdeburg, bestätigt. Sie wurde vom Kloster Cappenberg aus, der ersten Niederlassung der Prämonstratenser in Deutschland, besiedelt, und zwar in der für die Anfänge des Ordens typischen Form eines Doppelklosters mit männlichem Konvent in Clarholz und Frauenkonvent in Lette.
Bischof Werner von Münster vermehrte noch 1134 die Grundausstattung und übertrug dem Stift die Seelsorge in der nordwestlich gelegenen Nachbargemeinde Beelen. 1146 nahm Papst Eugen III. das junge Stift unter seinen Schutz; namentlich erwähnte er dabei den ersten Propst, Ermward, der bis 1184 im Amt blieb.

## Mittelalter

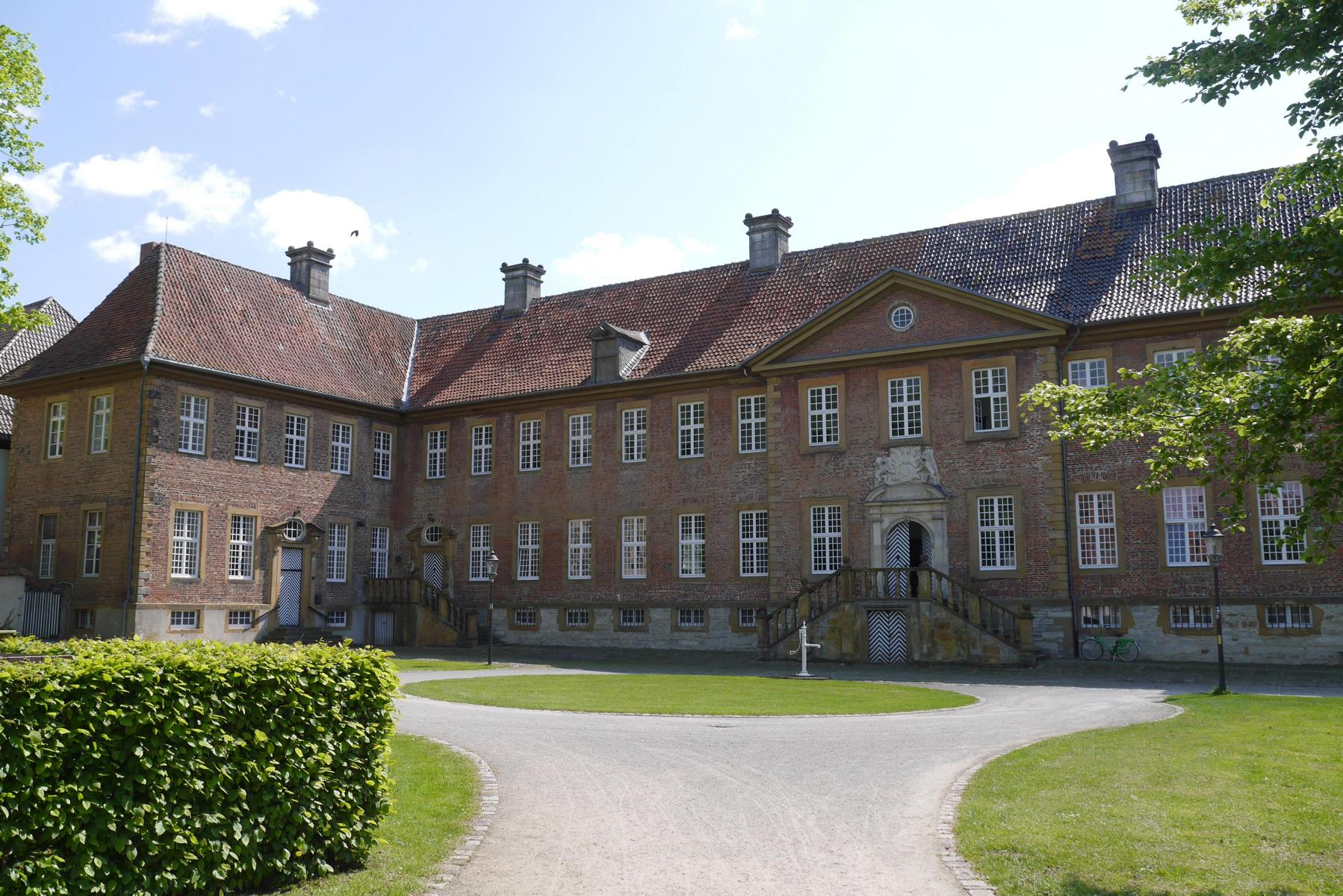
Schauseite des Propsteigebäudes mit dem Kellnereiflügel

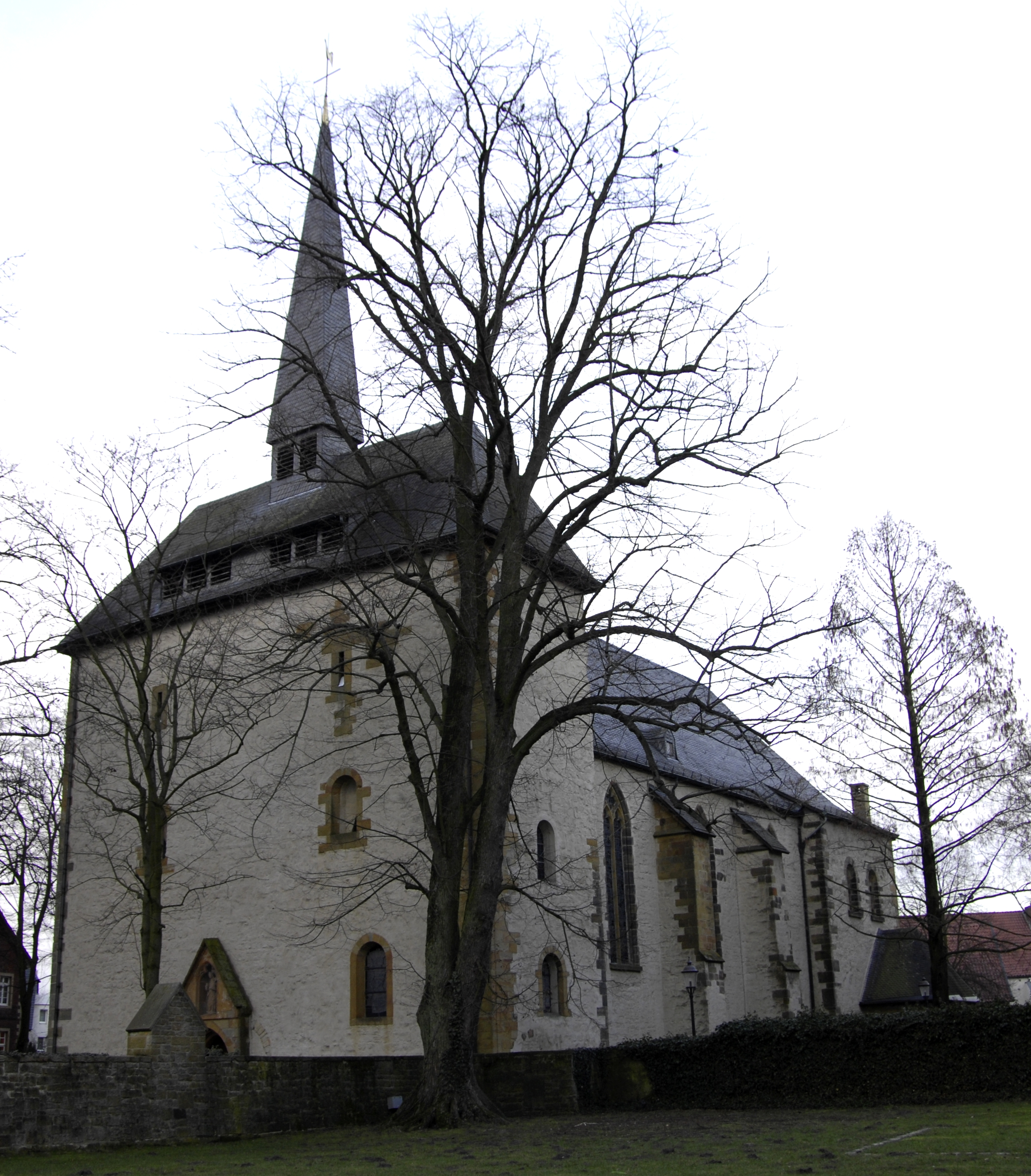
Clarholz, Kirche des ehemaligen Klosters

1175 wurde die fertiggestellte Stiftskirche, eine flachgedeckte Basilika im romanischen Stil mit Westriegel, Querhaus und drei Apsiden, durch Bischof Arnold von Osnabrück geweiht. Er verlieh ihr auch Pfarrrechte und errichtete das Kirchspiel Clarholz mit der Bauerschaft Heerde, das fortan zum Bistum Osnabrück gehörte, während Lette und Beelen im Bistum Münster verblieben. Die Stiftskirche erhielt eine Reliquie des 1170 in Canterbury ermordeten Erzbischofs Thomas Becket, der dem Reformorden verbunden gewesen war; das Reliquiar – eine Arbeit aus Limoges – ist erhalten.
Der zweite Propst, Friedrich von Tecklenburg (1187–1216), entfaltete rege wirtschaftliche Aktivitäten, scheiterte aber mit seinen Bewerbungen um das Bischofsamt in Münster und die Abtswürde in Corvey; er wurde schließlich abgesetzt und war zuletzt Abt im Kloster Knechtsteden. Sein Nachfolger, Ludger (1217–1234), der dem Kölner Erzbischof Engelbert von Berg (1216–1225) nahestand, erhielt 1231 von Papst Gregor IX. eine Schutzerklärung für das Stift; darin wurden als dessen Eigentum aufgezählt 20 Meierhöfe, 45 Erben, zwei Mühlen, die Fischereirechte auf der Ems von Hüttinghausen bis Warendorf, Einkünfte aus der Saline in Werl und manches mehr. Anfangs nahmen die Nachfahren des Stifters die Vogtei über das Stift wahr. 1275 wurde der Bischof von Münster, Everhard von Diest, zum Vogt gewählt. 1296 erhielt Graf Simon von Lippe die Vogtei über das Stift.
Clarholz lag am Schnittpunkt der Straße von Münster nach Paderborn mit einer Straße von Bielefeld nach Hamm. Der Aufnahme von Reisenden, Pilgern und Kranken diente das im Jahre 1300 erwähnte Klosterhospital; einer der Konventualen fungierte als Siechenmeister. Ab etwa 1320 wurde die Stiftskirche zur gotischen Hallenkirche umgebaut; die aus dieser Zeit stammenden, von symbolträchtigen Tier- und Pflanzenmotiven geprägten Gewölbemalereien wurden von Hilde Claussen (1919–2009) freigelegt.
Im 14. Jahrhundert führte der Rückgang der Zahl der Laienbrüder zur Umstellung der Landwirtschaft auf Verpachtung und bezahlte Kräfte. Während der jahrzehntelang dauernden lippisch-tecklenburgischen Fehde wurde das Stift 1437 gebrandschatzt. Auch innerlich befand sich der Konvent damals in einer Krise.
Auf Intervention des Basler Konzils übernahmen 1439 zwei Marienfelder Zisterzienser die leitenden Ämter des Propstes und Priors. Sie luden mehrmals die Prämonstratenseräbte von Steinfeld (Eifel) und Wittewierum (Friesland) zu Visitationen ein, um ihren Reformen im Clarholzer Konvent Nachdruck zu verleihen. Wittewierum stand unter dem Einfluss der "Devotio moderna" und der Windesheimer Kongregation. Unter Propst Johannes Hundebeke (1456–1487) kam es zu zahlreichen Neueintritten in das Stift, der Einrichtung einer Schule (1463), dem Bau eines Lettners in der Kirche und der Reorganisation der Verwaltung der niederländischen Güter um Vollenhove. 1496 schlossen die Zisterzienserabtei Marienfeld, das Prämonstratenserstift Clarholz und das seit 1467 zur Bursfelder Kongregation gehörende Benediktinerinnenkloster Herzebrock einen Freundschaftsbund.

## Frühe Neuzeit

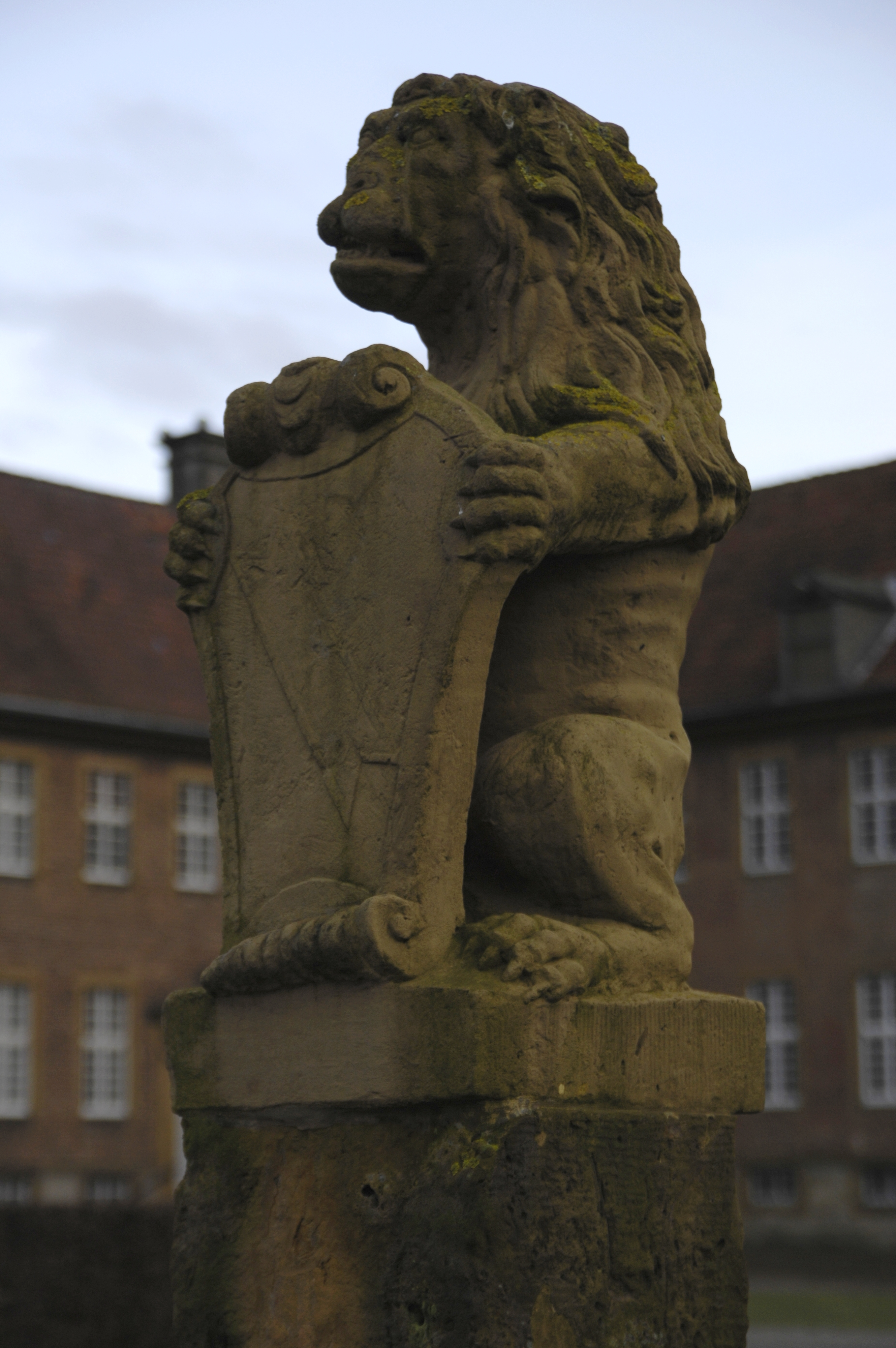
Sandsteinlöwen mit Schild bewachen die Zufahrten

Gegen landesherrliche und reformatorische Übergriffe des Herrn von Rheda, Graf Konrad von Tecklenburg (1530–1557), suchten die Klöster Marienfeld, Clarholz und Herzebrock den Schutz Kaiser Karls V. Nach zähen Verhandlungen am Reichskammergericht gelang es ihnen, das katholische Bekenntnis in den Kirchspielen Lette, Clarholz und Herzebrock zu erhalten und sich als Landstände der Herrschaft Rheda zu positionieren.
Im letzten Drittel des 16. Jahrhunderts glich sich der Clarholzer Konvent den Lebensformen des Landadels an und verwahrloste. Das weibliche Klosterleben in Lette löste sich ganz auf. Erst seit etwa 1625 konnten die Westfälische Zirkarie des Prämonstratenserordens und ihre herausragenden Abteien Knechtsteden und Steinfeld allmählich die Reformen des Trienter Konzils in Clarholz durchsetzen. Unter Propst Bernhard von Kerckering (1666–1693) fand der Konvent zu neuer Stabilität. 1679 wurde an der Clarholzer Kirche die „Erzbruderschaft Unserer Lieben Frau vom Berge Carmel“ konstituiert. Von 1680 bis 1685 wirkte der Steinfelder Prämonstratenser Leonhard Goffiné als Seelsorger in Clarholz; er begann hier mit den Arbeiten an der Handpostille, seinem bis ins 20. Jahrhundert immer wieder aufgelegten, in viele Sprachen übersetzten Haus- und Andachtsbuch für katholische Familien.
Der 1693 als 34-Jähriger zum Propst gewählte Elbert von Kückelsheim entfaltete in seiner langen Amtszeit – er starb am 10. Mai 1750 im Alter von 91 Jahren – eine rege Bau- und Kunsttätigkeit. Auf ihn gehen die barocke Innenausstattung der Stiftskirche (Altäre, Kanzel, Orgel), die nach Plänen von Gottfried Laurenz Pictorius von dem Lippstädter Baumeister Nikolaus Wurmstich 1705/07 errichtete Propstei, der Wirtschaftshof und die Klosterpforte (1725/28) zurück. Die inkorporierten Pfarreien St. Vitus in Lette und St. Johannes Baptist in Beelen erhielten 1709 bzw. 1746 neue Pfarrhöfe und neue Orgeln von dem Beckumer Orgelbauer Heinrich Menke (1716, Beelen schon 1713). Kückelsheims Nachfolger Leopold von Rübel (1750–1763) baute 1759 die Zehntscheune Clarholz und das Gärtnerhaus in Lette.
Der vorletzte Propst Franz Philipp von Meuseren (1765–1794) stand der katholischen Aufklärung nahe. Er richtete im Stift ein Hausstudium (mit Bibliothek) ein. Sein Cellerar Clemens August von Dücker modernisierte Landwirtschaft, Mühlen und Ziegelei. Der letzte Propst, Jodokus van Oldeneel, der aus einer katholischen Adelsfamilie in Overijssel stammte, nahm ab 1794 zahlreiche aus Frankreich vor dem Terror der Revolution geflohene Prämonstratenser und andere Geistliche dauerhaft im Stift auf, bis sie 1802 in ihr Heimatland zurückkehren konnten. 1798 übernahm er das Patenamt für den ältesten Sohn seines Sekretärs und Justitiars Carl Bernhard Temme, Jodokus Temme, der in den Revolutionsjahren von 1848/49 als geradliniger Vorkämpfer der Demokratie in Deutschland bekannt wurde und 1881 im Schweizer Exil verstarb.

## Die Säkularisation und ihre Folgen

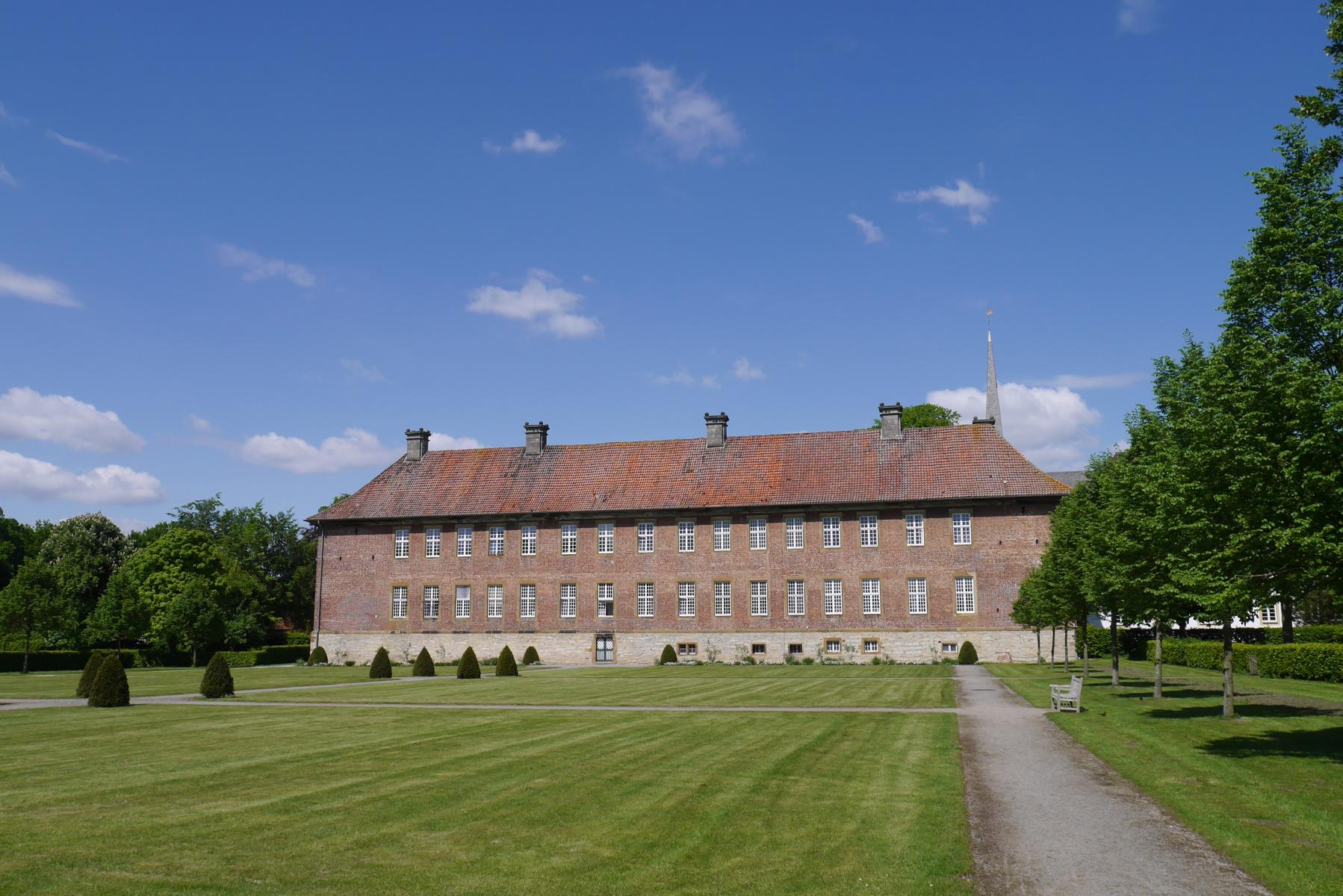
Propsteigebäude, vom Klostergarten aus gesehen

Gegen die drohende Säkularisation ersuchte das Stift um Rechtshilfe beim Reichshofrat in Wien und erreichte ein entsprechendes Mandat, das aber nicht durchgesetzt werden konnte, weil der Graf von Bentheim-Tecklenburg am 27. Oktober 1803 mit preußischer Militärhilfe die Räumung des Klosters erzwang und den Konvent enteignete. Zahlreiche Gebäude wie das Kapitelhaus, die Kreuzgänge sowie einige Wirtschaftsgebäude wurden abgerissen. Die Propstei wurde im 19. Jahrhundert vom Konventshaus getrennt und zu einem Schloss umgestaltet. Prominenter Bewohner war 1849/52 Prinz August Ludwig zu Sayn-Wittgenstein-Berleburg, von 1852 bis 1866 letzter leitender Minister des Herzogtums Nassau.
Nach Auflösung des 1806 errichteten Patronats der Grafen von Bentheim-Tecklenburg befinden sich Kirche und Konventshaus seit 1969 im Eigentum der Katholischen Kirchengemeinde St. Laurentius Clarholz. Propstei, Wirtschaftsgebäude und Zehntscheune sind Eigentum der Fürsten zu Bentheim-Tecklenburg in Rheda. Im Kapitelsaal der Propstei führt der „Freundeskreis Propstei Clarholz“ Konzerte und kulturelle Veranstaltungen durch, in der Kellnerei betreibt er ein Klostermuseum. Die Gemeinde Herzebrock-Clarholz nutzt die Zehntscheune als Begegnungsstätte. Die Klostergärten wurden 1999–2003 im Rahmen des Projektes „Gartenlandschaft Ostwestfalen-Lippe“ in Anlehnung an historische Vorgaben neu gestaltet.
Der Prälatenweg verbindet das Kloster Clarholz mit den Klosteranlagen Herzebrock und Marienfeld. Der „Kerkherrenweg“ verbindet das Kloster Clarholz mit Beelen und Lette, den Orten der inkorporierten Pfarreien des Stifts.